# Alan Dean Foster
Alan Dean Foster (ur. 18 listopada 1946 w Nowym Jorku) – amerykański pisarz fantasy i science fiction.
Autor wielu opowiadań i książek w światach Gwiezdnych wojen (m.in. współtworzył Gwiezdne wojny: część IV – Nowa nadzieja) i Star Trek; autor wersji książkowych licznych filmów np. Obcy – ósmy pasażer Nostromo i Transformers.